# Evangelium podle Marka
Evangelium podle Marka (zkratka Mk) je druhá kniha v pořadí Nového zákona a od 13. století bývá tradičně rozděleno do 16 kapitol. Je nejkratší a nejstarší ze čtyř kanonických evangelií. Spolu s Matoušovým a Lukášovým evangeliem patří mezi tzv. synoptická evangelia. Spis vznikl pro helénsko-křesťanskou komunitu zřejmě před rokem 70, protože neobsahuje žádnou narážku na zničení jeruzalémského Chrámu. Někteří badatelé však prosazují data ještě starší, až k roku 40 n. l. Je možné, že místem vzniku byl Řím. Tradice dodává, že Marek nebyl očitým svědkem událostí, ale že psal to, co se dověděl od apoštola Petra.

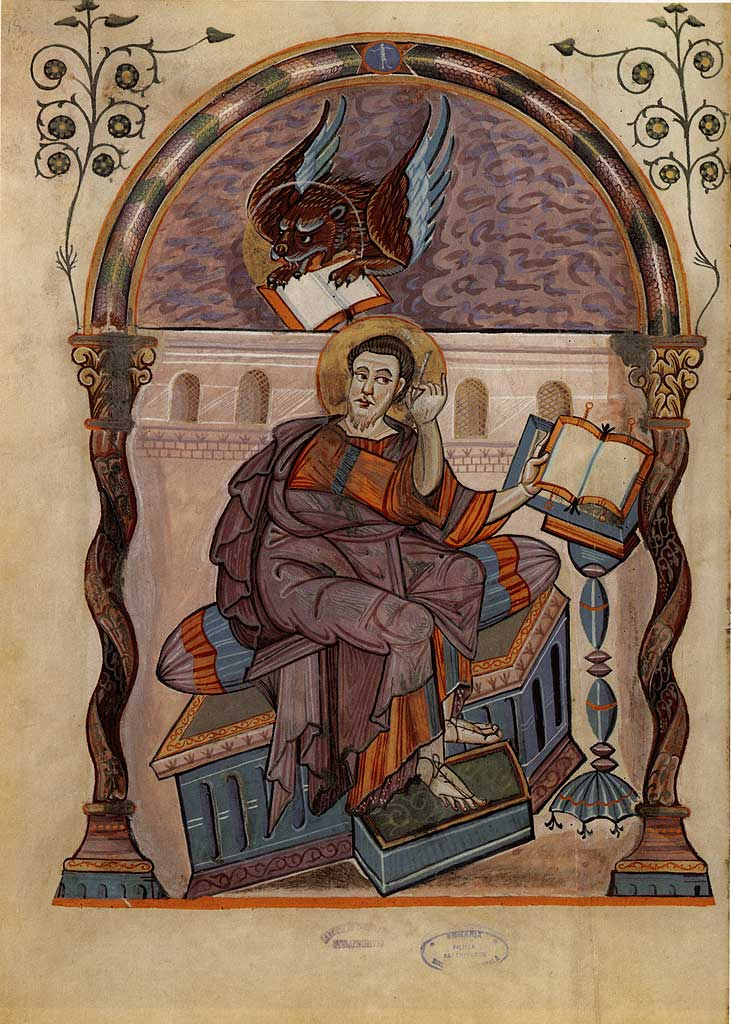
Sv. Marek
Kodex Aureus, Lorsch

Jako ostatní evangelisté, i autor druhého evangelia sesbíral různé materiály pojednávající o životě a smrti (a vzkříšení) Ježíše Krista a sestavil z nich ucelené vyprávění. Podle tzv. teorie dvou pramenů z tohoto evangelia čerpají jako z jednoho ze svých zdrojů další evangelisté Matouš (asi 45 % textu) a Lukáš (asi 41 % textu).
Pouze v Markově evangeliu je např. podobenství o zasetém semenu (Mk 4, 26 (Kral, ČEP)) a Uzdravení slepého v Betsaidě (Mk 8, 22 (Kral, ČEP)).

## Textová kritika

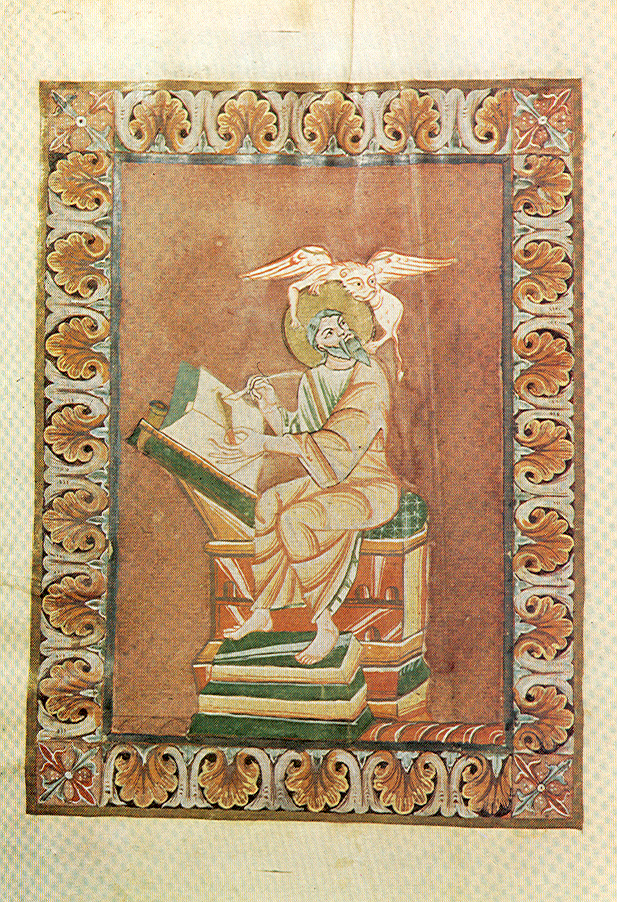
Sv. Marek
Evangeliář abatyše Theofanu, kolem 1050

Text Markova evangelia je souvislý a vykazuje pero jednoho autora (nic na tom nemění fakt, že tento autor ["Marek"] čerpal z různých pramenů). První výjimkou je jen několik veršů - 7,16; 9,44-46; 11,26; 15,28. Ty sice dostaly svá čísla, neboť při vzniku číslování veršů v 16. století byly tyto verše považovány za součást Markova evangelia, avšak podrobná textová kritika ukázala, že netvořily původní text evangelia, ale byly přidány až v pozdějších rukopisech. Účelem těchto dodatků bylo slaďování výpovědí různých evangelií (zvláště Matoušova a Lukášova).
Druhou výjimku a největší textový problém představuje u Marka jeho závěr. Samotný text evangelia končí veršem 16,8. Verše 16,9-20 jsou považovány za pozdější dodatek. Verš 16,8 působí velmi zmateně a ponechává děj evangelia otevřený. K tomu mohlo dojít omylem (Marek nestihl evangelium dopsat, nebo se poslední strana ztratila), nebo úmyslně (otevřený konec jako součást Markova plánu). V každé případě první čtenáři považovali Markovo evangelium za neúplné, a tak vznikl tzv. „delší závěr“, vyskytující se v dnešních výtiscích (tj. verše 16,9-20). Tento závěr vznikl jako kompilát ze zpráv o zjeveních vzkříšeného Ježíše z ostatních tří evangelií.
Tento „delší závěr“ se nevyskytuje v nejvýznamnějších rukopisech (Sinajském a Alexandrijském) a i Jeroným a Eusebios z Kaisareie říkají, že chybí ve většině řeckých rukopisů. Neznají jej pravděpodobně ani Órigenés a Kléméns Alexandrijský.
Kromě tohoto „delšího“ závěru existuje i jeden „kratší“, vyskytující se v některých řeckých, latinských, syrských a koptských rukopisech. Třetí možností zakončení, která se vyskytuje v Washingtonském rukopise, je tzv. Freerovo logion, které předpokládá delší závěr, ale doplňuje jej a vysvětluje strach a bojácnost apoštolů.
Ani jeden z těchto tří závěrů však nepochází z „Markova“ pera.

## Jazyk Markova evangelia

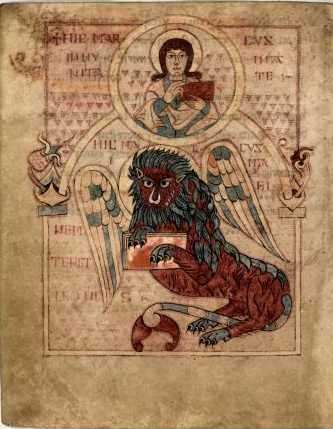
Sv. Marek
Book of Cerne, 8. stol.

Markovo evangelium je, jako ostatní evangelia, psáno řečtinou koiné. Jeho řečtina však vykazuje silné hebraismy a latinismy.
Nejsilnějším hebraismem (nejen) Markova evangelia je parataxe, tj. kompozice výpravného textu pomocí souřadných vět spojených spojkou „a“. Zde je Marek silně ovlivněn hebrejštinou, která rytmus vyprávění určuje právě spojkou ו waw (= "a"). Podobně nahrazuje Marek hebrejskou vazbu ויהי wajhí „a stalo se“, která v hebrejštině uvozuje většinou začátek výpravného bloku, řeckou vazbou Καὶ ἐγένετο kai egeneto „a stalo se“.
Latinismů má Marek nejvíce ze všech ostatních evangelistů, viz např. κεντυρίων kentyrión („setník“, latinsky centurio; Marek a Lukáš používají řecký termín ἑκατόνταρχος hekatontarchos), πραιτώριον praitórion („místodržitelský dvůr“, lat. praetorium; tento termín však zná i Matouš a Jan) apod. Že Marek psal pro nežidovské čtenáře, je zřejmé i z toho, že pokud hovoří o židovských zvycích nebo používá přepis hebrejských či aramejských slov, vždy je vysvětluje (viz 5,41: Ταλιθα κουμ talitha kúm, přeloženo vzápětí Markem jako Τὸ κοράσιον σοὶ λέγω ἔγειρε to korasion soi legó egeire „děvče, pravím ti, vstaň“). Z těchto poznatků (latinismy, vysvětlování židovských zvyků a překlady aramejských termínů) se usuzuje na pohanské, nejspíše latinské prostředí (pod vlivem dalších faktorů = Řím).

## Struktura evangelia
Markovo evangelium má typickou strukturu všech synoptických evangelií. Po úvodu, kde se hovoří o působení Ježíšova předchůdce Jana Křtitele, je Ježíš pokřtěn a začíná učit. Jeho učení je shrnuto do jednoho celku (na rozdíl od Janova evangelia), takže celé Ježíšovo působení vypadá, jako by se odehrálo během jednoho roku, během něhož Ježíš pomalu putuje (i když „oklikami“) do Jeruzaléma. Tento aspekt cesty je zdůrazněn především u Lukáše. Ježíš nakonec přichází do Jeruzaléma, kde nějakou dobu učí, střetává se se svými protivníky (různými židovskými skupinami), které se rozhodnou jej zničit. Následuje druhý velký blok, totiž vyprávění o Ježíšově utrpení, smrti, o prázdném hrobu a o zjevení vzkříšeného Ježíše apoštolům.
| Ježíšovo působení v Galileji - Jan Křtitel (1:1–8) - Ježíšův křest (1:9–11) - Pokušení na poušti (1:12–13) - Návrat do Galileje (1:14) - Radostná zvěst (1:15) - Povolání učedníků (1:16–20) - Uzdravení posedlého v Kafarnaum (1:21–28) - Uzdravení Petrovy tchyně (1:29-31) - Uzdravování při západu slunce (1:32-34) - Uzdravení malomocného (1:35-45) - Uzdravení ochrnutého (2:1–2:12) - Povolání celníka (2:13–17) - Spor o půst (2:18–22) - Spor o sobotu (2:23-28) - Uzdravení člověka s odumřelou rukou (3:1-6) - Uzdravování na břehu jezera (3:7–3:12) - Vyvolení Dvanácti (3:13–19) - Uzdravení slepého a němého (3:20–26) - Podobenství o silákovi (3:27) - Věčný hřích (3:28–30) - Ježíšova rodina (3:31–35) - Podobenství o rozsévači (4:1–9,13-20) - Důvod řeči v podobenstvích (4:10–12,33-34) - Světlo pod nádobou (4:21–23) - Trám a tříska (4:24–25) - Zaseté semeno a hořčičné zrno (4:26–32) - Utišení bouře (4:35–41) - Démon jménem Legie (5:1–20) - Vzkříšení dcery Jairovy (5:21–43) - Odmítnutí ve vlasti (6:1–6) - Vyslání Dvanácti (6:7-13) - Smrt Jana Křtitele (6:14–29) - Nasycení pěti tisíců (6:30–44) - Ježíš kráčí po moři (6:45–52) - Uzdravování u Genezaretu (6:53–56) - Co člověka znesvěcuje (7:1–23) - Víra syrofenické ženy (7:24–30) - Uzdravení hluchoněmého (7:31–37) - Nasycení čtyř tisíců (8:1–9) - Farizeové žádají znamení (8:10–21) - Uzdravení slepého v Betsaidě (8:22–26) - Petrovo vyznání (8:27–30) - Předpověď utrpení (8:31–33, 9:30–32, 10:32–34) - Pokyny následovníkům (8:34–9:1) - Proměnění (9:2–13) - Uzdravení posedlého chlapce (9:14–29) - Učení v Kafarnaum (9:33–50) | Cesta do Jeruzaléma - Příchod do Judeje a Zajordání (10:1) - O manželství a rozluce (10:2–12) - Ježíš a děti (10:13–16) - Bohatý muž (10:17–22) - O majetku (10:23–31) - Žádost synů Zebedeových (10:35–45) - Uzdravení slepého Bartimaia (10:46–52) Ježíš v Jeruzalémě - Vjezd do Jeruzaléma (11:1–11) - Prokletí fíkovníku (11:12–14,20–24) - Očištění chrámu (11:15–19) - O modlitbě a odpuštění (11:25–26) - Spor o Ježíšovu pravomoc (11:27–33) - Podobenství o zlých vinařích (12:1–12) - Spor o daň císaři (12:13–17) - Spor o vzkříšení (12:18–27) - Největší přikázání (12:28–34) - Mesiáš, Syn Davidův (12:35–37a) - Varování před zákoníky (12:37b–40) - Vdovin šart (12:41–44) - Předpověď zkázy chrámu (13:1–2) - Varování před nadcházejícím soužením (13:3–23) - Příchod Syna člověka (13:24–27) - Poučení od fíkovníku (13:28–31) - Výzva k bdělosti (13:32–37) - Rozhodnutí velekněží (14:1–2) - Pomazání v Betanii (14:3–9) - Úmluva Jidáše a velekněží (14:10–11) - Poslední večeře (14:12–25) - Rozhovor cestou do Getsemane (14:26–31) - Modlitba v Getsemane (14:32–42) - Jidášova zrada a zatčení (14:43–52) - Ježíš před radou (14:53–65) - Petrovo zapření (14:66–72) - Ježíš před Pilátem (15:1–15) - Výsměch vojáků (15:16–20) - Šimon z Kyrény (15:21) - Ukřižování a Ježíšova smrt (15:22–41) - Pohřeb Ježíšův (15:42–47) - Zvěst o vzkříšení (16:1–8) - Zjevení (16:9–13) - Velké poslání a příkaz křtu (16:14–18) - Nanebevstoupení (16:19) - Rozejití apoštolů (16:20) |

## Zvláštní látka Markova evangelia
Přestože velká část příběhů a výroků obsažených v Markově evangeliu je zahrnuta též v Matoušově a Lukášově evangeliu, v Markově podání se objevují jedinečně zaznamenané texty, které nebyly - podle teorie dvou pramenů - ani Matoušem, ani Lukášem přejaty (jde v souhrnu o 4,9 % textu, případně 549 slov). Jedná se o:
- Výrok o sobotě (2:27)
- Úsudek příbuzných o Ježíšovi (3:20–21)
- Podobenství o zasetém semenu (4:26–29)
- Uzdravení hluchoněmého (7:31–37)
- Uzdravení slepého v Betsaidě (8:22–26)
- Citát z Izajáše 66:24 a narážka na Leviticus 2:13 (9:48–49)
- Zmínka o spoře oděném mladíkovi (14:51–52)
- Podivení Piláta nad rychlou Ježíšovou smrtí (15:44)